# ハラフシグモ亜目
ハラフシグモ亜目（ハラフシグモあもく、Mesothelae）は、クモ類（クモ目）の下位分類群の一つ。中疣亜目（ちゅうゆうあもく）ともいい、現生種ではハラフシグモ科のみを含む。クモ類の中でもっとも原始的な形態を見せるものとして古くから認められてきた。主な特徴は腹部に体節構造が残っていること、糸疣が腹部の中央にあることである。同様な特徴を持つ化石は古生代デボン紀から石炭紀にかけて見つかっている。

## 特徴
それ以外のクモ類に見られない独特の特徴として、まず腹部に外見で分かる体節の痕跡があることが挙げられる。クモが節足動物である以上、その腹部も体節とそれごとに備わった附属肢があったはずであるが、附属肢が書肺や糸疣の形で残っているものの、明確な体節は見られない。だが、ハラフシグモ科のものでは背面と腹面にキチン化した背板と腹板の形で体節が明確に見て取れる。また、糸疣が非常に大きく、4対が2体節に渡って存在すること、それら、特に外側の対が蛇腹状に多くの節に分かれること、さらにその位置が他のクモのような肛門近くではなく、腹部中央にあることが独自の特徴として挙げられる。なお、別名である中疣亜目は、この糸疣の位置に言及したものである。これらは、第10体節と第11体節の附属肢として形成され、それぞれが内肢と外肢に分かれてこれら8対の糸疣となる。他に、触肢の基部が発達して下顎を形成しないのも、祖先的な特徴と考えられる。
また、クモ亜目の中でも原始的とされるトタテグモ下目の多くと共通する特徴として、触肢が歩脚とさほど変わらない形であること、書肺が二対あることなどが挙げられる。また上顎（鋏角）が大きく発達し、牙が左右でなく上下方向に動く点も共通する。ただしこれは地下生活で上顎を持って穴を掘ることへの適応でもある。それに、毒腺が鋏角内部に収まることも共通の特徴である。しかし触肢器官の構造は複雑に発達しており、この点ではむしろトタテグモ類より高度である。

### 糸に関して
上記のようにこの群は四対の糸疣を持ち、これはクモ亜目より多い。だが、その外側の大きい糸疣（前外疣・後外疣）には多くの出糸管があるが、内側の二対（前内疣・後内疣）には少ないか、またはない。これらに体内から糸を供給する糸腺はこの類では一種類（2種とする説もあるが、その差は大きくない）である。クモ亜目のものでは糸疣は基本的に三対であり、糸腺は一種のものもの（カネコトタテグモ科）の例もあるが、少なくとも2種、多くはそれ以上の種類の糸腺がある。また、ハラフシグモ類の糸疣の糸生産の能力は高くない。このクモは巣穴の入り口付近と卵嚢のみに糸を使うのも、これと符合する。

## 生態など
現生の種は全て地下に穴を掘り、入り口に蓋を作って生活している。この点ではトタテグモ下目のものに共通する例が多い。ただし、それらは巣穴内部を全部糸で縢るのに対して、この類のものは入り口付近と扉だけを糸で覆う。
なお、トタテグモ下目のものもほとんどが地中性であることから、古生代のこの類も同様な生活をしていたのではないかと言われる。

## 分類体系
古典的な分類体系では古疣亜目として、やはりまとめて扱っていた。現在の分類体系ではこの類をハラフシグモ亜目とし、それ以外の全てのクモをクモ亜目にまとめてこれと対立させる。これは、分岐分類学的に見ると、この類がクモ目のもっとも基底で分岐しており、それ以外の全てのクモはこれと姉妹群にあたる単系統をなす、との判断があるからである。かつては現生種ではハラフシグモ科とキムラグモ科を認めたが、現在では両者をまとめてハラフシグモ科としている。
- Araneae クモ目
  - Mesothlae ハラフシグモ亜目（中疣類）
    - Liphistiidae ハラフシグモ科
    - †Eomesothelidae[2]
    - †Burmathelidae[2]
    - †Cretaceothelidae[2]
    - †Parvithelidae[2]
    - †Palaeothele[2]

  - Opisthothelae クモ亜目（後疣類）

Arthrolycosidae、Arthromygalidae、Pyritaraneidaeの化石科を含める説もある。